# Tina Bursill

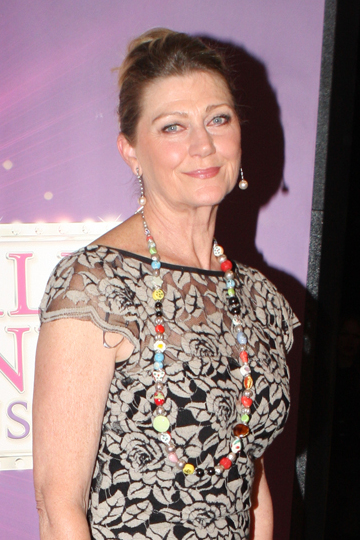
Tina Bursill

Tina Bursill (* 1951 in Sydney, Australien) ist eine australische Schauspielerin.

## Leben
Bursill absolvierte ein Theaterstudium am National Institute of Dramatic Art und graduierte 1971. Ihre Karriere begann sie als Darstellerin in Musicals und als Stand-up-Comedian. Letztendlich lag ihr aber mehr an ernsteren Rollen. Sie bekam eine Rolle in dem TV-Drama Skyways, danach folgte ein Auftritt in der Serie Prisoner. Dieser sollte der Grundstock einer Film- und Fernsehkarriere sein.
Tina Bursill gewann einen AFI Award als Beste Darstellerin und ist heute eine der meistbeschäftigten australischen Schauspielerinnen.

## Filmografie (Auswahl)
- 1973: The people next door
- 1974: Silent Number
- 1975: Matlock Police
- 1976: King's Men
- 1978: Chopper Squad
- 1978: A good thing going
- 1979: Skyways
- 1979: Prisoner
- 1981: A country practise
- 1984: Melvin, Son of Alvin
- 1985: Robbery
- 1986: A single life
- 1987: Hey Dad..!
- 1987: Willing and Abel
- 1987: Jilted
- 1988: Afraid to dance
- 1989: This Man...This Woman
- 1990: Die fliegenden Ärzte (The Flying Doctors, Fernsehserie, eine Folge)
- 1990: Jackaroo
- 1992: Bony
- 1994: Mother and Son
- 1994: The Ferals
- 1994: Spider and Rose
- 1995: Billy's Holiday
- 1996: Heartbreak High
- 1998: Entertaining Angels
- 1999: All Saints
- 2000: Farscape
- 2000: Cheek to cheek
- 2001: Saturn's Return
- 2002: Heroes' Mountain
- 2002: MIDA
- 2003: Black Jack
- 2004: Small Claims
- 2004: Out There
- 2005: Son of the Mask
- 2012: A Moody Christmas (Fernsehserie, sechs Folgen)
- 2012: The Moodys (Fernsehserie, acht Folgen)
- seit 2016: The Heart Guy